# Comarcalización de Andalucía
La comarcalización de Andalucía es un largo proceso iniciado tras la creación de la comunidad autónoma de Andalucía y que aún está por concluir, consistente en la creación de una administración territorial intermedia entre los niveles municipal y provincial, con la finalidad de facilitar la cohesión y vertebración territorial y la igualdad de acceso a equipamientos y servicios públicos.
Las comarcas gozan de gran tradición y arraigo en las provincias de Almería, Granada, Málaga y Jaén, en contraposición con la Andalucía Occidental, formada por Sevilla, Cádiz, Huelva y Córdoba

## Concepto de comarca
Una comarca es una unidad territorial intermedia -supramunicipal y subregional-, bien sobre la base de elementos físicos, a sus usos y aprovechamientos o un sentimiento de pertenencia, bien sobre la base de su cercanía a un área polarizada por un núcleo urbano perteneciente a un sistema jerarquizado de ciudades.

## Evolución del proceso de comarcalización

### Antecedentes
El origen de las diversas comarcalizaciones realizadas en Andalucía a partir de los años 60, hay que buscarlo en la evolución de los ámbitos administrativos identificables con el ámbito territorial de la comarca. Entre ellos cabe destacar la «tierra, alfoz o tahá» del siglo XV, los «señoríos jurisdiccionales» del siglo XIV al XIX, los «partidos» del Censo de Floridablanca de 1789 o los «partidos judiciales» de 1834 o 1930.
La organización de alfoces y tierras de los distintos consejos de realengo y la de los estados de tributación señorial, tuvo vigencia hasta el final del Antiguo Régimen, por lo que son la base de las comarcas históricas de Andalucía, aún careciendo algunas comarcas de núcleos polarizados insertados en la red urbana Sin embargo, no se puede hablar de la existencia de un coherente conjunto histórico de comarcalización para la totalidad de Andalucía.
Estas comarcas históricas, desembocaron en los partidos judiciales de 1834, creados sobre la base de la definitiva provincialización de 1833, donde los distintos partidos adquieren unas atribuciones que sobrepasan lo meramente judicial, convirtiéndose en ejes de parte de la administración estatal. De esta forma, se pueden equiparar los partidos a comarcas.
Las reformulaciones de los partidos judiciales de 1930, 1970 y 1989, llevadas a cabo para ajustarse a los nuevos requerimientos de la revolución industrial y de los transportes –en algunos casos- y la despoblación –en otros-, han supuesto la sustitución de una red urbana homogénea por otra jerarquizada, con la consiguiente ampliación de los ámbitos territoriales de las mismas. No obstante, en este tránsito, se produce una consolidación de la red urbana histórica, puesto que 26 cabeceras de alfoz o estado señorial se convierten en cabeceras de partido judicial
A pesar de la posible asimilación entre partido judicial y comarca, en el derecho español no se contempla la figura de la comarca hasta la Constitución (1978) y el Estatuto de Autonomía (1981). Sin embargo, aparecieron fenómenos que denotaban la necesidad de la configuración de un sistema comarcal, como pueden ser: la crisis de los asentamientos rurales, descentralización de la administración, necesidad de ordenación del crecimiento de los espacio urbanos, entre otros. No obstante, estas necesidades no supieron ser recogidas en la formulación de una entidad jurídica de carácter comarcal en la nueva –por entonces- Ley de Régimen Local (1983); además el excesivo celo de cada ministerio –o consejería- en imponer su propia comarcalización han generado dudas en la capacidad de resolver este problema.

## Debate comarcal
Uno de los puntos comunes de los estudiosos de la temática comarca en Andalucía es la crisis competencial de municipios que dificultan su capacidad de afrontar las nuevas exigencias económicas. Benabent sintetiza esta limitaciones del municipio en tres: necesidad de verdaderos organismos metropolitanos que gobiernen y gestión las necesidades funcionales de las cada vez más numerosas aglomeraciones urbanas; mayor capacidad competencial de los municipios y financiera que los ayude a solventar la crisis de recursos existente en la actualidad; por último, el establecimiento de la comarca como nivel administrativo entre el Municipio y la Diputación provincial, con la finalidad de la gestión de servicios y equipamientos públicos y la planificación supramunicipal.
En esta misma línea, Pezzi defiende la comarca como un marco territorial que facilite la gestión de los recursos De la misma forma, Antonio López Ontiveros defiende una comarca integral que dé solución a los distintos problemas administrativos, económicos, de ordenación del territorio y políticos. Por lo tanto, la comarcalización no debe de realizarse desde la perspectiva de ofrecer un servicio determinado. Por su parte, Agustín Ruiz Robledo ha defendido la comarca como alternativa a los pequeños municipios poco poblados
Ejemplo de las necesidades mencionadas, es la proliferación en Andalucía de numerosas mancomunidades y consorcios de municipios con la finalidad de prestar diversos servicios, ante la inexistencia de una comarcalización oficial y estable
Existen una serie de factores que obstaculizan el nacimiento y desarrollo de una comarcalización que aglutine la gestión de estas necesidades y eliminación de los problemas surgidos en el ámbito supramunicipal:

### Sólida implantación de provincias y municipios
En Andalucía -y en general en España- existe una sólida implantación territorial, histórica y como espacio vivido de las provincias, por lo que parece muy compleja su desaparición, si bien, es necesario un replanteamiento de las funciones de la Provincia dentro de la Comunidad Autónoma y del papel que jugaría la comarca frente a éstas y a municipios.
Respecto a los municipios, en Andalucía está muy arraigada la identidad de patria chica, que sin duda dificulta el arraigo de la comarca. En Andalucía Occidental, los extensos términos municipales -donde, a veces, confluyen distintos espacios socioeconómicos ordenados por la cabecera municipal- dificultan el nacimientos de comarcas, ya que en muchas ocasiones los municipios funcionan como tales y además no suelen someterse a otra cabecera que no sea la suya.

### Falta de tradición comarcal en Andalucía Occidental
Otro factor que juega en contra, es la falta de una tradición comarcal en Andalucía Occidental. Jurado Almonte realiza un estudio minucioso de los distintos intentos de comarcalización y concluye con la existencia de una multiplicidad, profusión y confusión de comarcas. De esta forma, el autor enumera 13 comarcas coincidentes en sus límites en los diversos intentos de comarcalización estudiados por el autor: Los Vélez en Almería; Huéscar, Baza, Valle de Lecrín, Tierra de Alhama y Alpujarra en Granada; Sierra de Segura, Sierra de Cazorla y Condado en Jaén; Alto Guadalquivir en Córdoba; Serranía de Ronda en Málaga; y Bahía de Cádiz y Campo de Gibraltar en Cádiz. Todas ellas, excepto el Alto Guadalquivir, el Campo de Gibraltar y la Bahía de Cádiz, se encuentran en Andalucía Oriental, especialmente en el histórico Reino de Granada.
En esta misma línea, Pezzi afirma que no existe una percepción unívoca de la comarca en el conjunto de Andalucía por parte de la población y de los poderes políticos y económicos; y a pesar de existir excepciones, la mayoría de la población desconoce la comarca a la que pertenece y sus límites precisos. Además, señala como factor importante, la falta de tradición comarcal en Andalucía Occidental como lo demuestran la sucesión de propuestas que no han llegado a buen puerto.
Una muy válida comparación es la realizada por Gómez Moreno entre los partidos judiciales de 1930 –en buena medida heredados de la organización territorial de la Andalucía de los cuatro reinos en el Antiguo Régimen- y los ámbitos básicos del Sistema de Ciudades de la Junta (1986). Como puede verse en la tabla, más del 60% de las cabeceras de partido en 1930 están contempladas como ámbito básico en 1986, lo que muestra el protagonismo de las cabeceras y la persistencia e importancia del municipalismo, ya que la persistencia no se reproduce en el ámbito comarcal, fluctuando los municipios de una cabecera a otra.
No obstante, algunos autores como Cano, defienden la existencia de una tradición comarcal en Andalucía Oriental, poniendo como ejemplo las comarcas más estables –aludidas por Jurado Almonte- y otras más imprecisas como las Campiñas de Córdoba, aunque sin tener en cuenta que la estabilidad se produce en la cabecera comarcal y no en los límites comarcales.

### Dualidad en el concepto de comarca
Existe un choque entre la doble concepción de la comarca, bien como un instrumento creado para un fin específico; bien como un ente de base jurídico-territorial con la finalidad de una gestión integral del territorio y de su problemática, ubicada entre la administración municipal y la provincial.
Al respecto, Pezzi ve necesario resolver el marco jurídico-administrativo en el que se desarrollarían las comarcas Entre las distintas fórmulas opta por intercalar una administración comarcal como escalón entre la administración municipal y provincial, conservando éstas sus niveles competenciales garantizados por la constitución.
Más expeditivo es Cano, que aboga por una comarcalización como supresión de los entes provinciales y cuyas cabeceras sean los ejes del desarrollo y la ordenación y vertebración territorial.
Sin embargo la comarcalización está poco introducida en la práctica político-administrativa del conjunto de la comunidad, a excepción de la parte oiriental, aunque las necesidades existentes hacen presagiar que acabará por implantarse, aunque aún es pronto para hablar de su alcance. No obstante, su configuración –ya que afecta a un ámbito supramunicipal y por tanto local- debe surgir de una reorganización político-administrativa de la administración local, tanto en lo que se refiere al aumento competencial de los municipios y a la dotación competencial de la comarca.